# Ronde van Frankrijk 2020/Eindstanden
Deze pagina geeft de eindstanden van de klassementen van de Ronde van Frankrijk 2020. Van het algemeen klassement wordt de top 20 weergegeven en verder wordt de top 10 van het berg-, punten-, jongeren- en ploegenklassement vermeld. De Belg en Nederlander die het hoogst in het klassement geëindigd zijn, indien deze de top 10 niet hebben behaald, worden ook in deze lijst opgenomen. Verder wordt ook de strijdlustigste renner vermeld.

## Eindklassementen

### Algemeen Klassement
| Algemeen Klassement |                    |                          |            |
| Plaats              | Naam               | Ploeg                    | Tijd       |
| Gele trui           | Tadej Pogačar      | UAE Team Emirates        | 87u20'05"  |
| 2                   | Primož Roglič      | Team Jumbo-Visma         | + 59"      |
| 3                   | Richie Porte       | Trek-Segafredo           | + 3'30"    |
| 4                   | Mikel Landa        | Bahrain McLaren          | + 5'58"    |
| 5                   | Enric Mas          | Movistar Team            | + 6'07"    |
| 6                   | Miguel Ángel López | Astana Pro Team          | + 6'47"    |
| 7                   | Tom Dumoulin       | Team Jumbo-Visma         | + 7'48"    |
| 8                   | Rigoberto Urán     | EF Education First       | + 8'02"    |
| 9                   | Adam Yates         | Mitchelton-Scott         | + 9'25"    |
| 10                  | Damiano Caruso     | Bahrain McLaren          | + 14'03"   |
| 11                  | Guillaume Martin   | Cofidis                  | + 16'58"   |
| 12                  | Alejandro Valverde | Movistar Team            | + 17'41"   |
| 13                  | Richard Carapaz    | Team INEOS Grenadiers    | + 25'53"   |
| 14                  | Warren Barguil     | Arkéa Samsic             | + 31'04"   |
| 15                  | Sepp Kuss          | Team Jumbo-Visma         | + 42'20"   |
| 16                  | Peio Bilbao        | Astana Pro Team          | + 55'56"   |
| 17                  | Nairo Quintana     | Arkéa Samsic             | + 1u03'07" |
| 18                  | Pierre Rolland     | B&B Hotels-Vital Concept | + 1u08'26" |
| 19                  | Carlos Verona      | Movistar Team            | + 1u19'54" |
| 20                  | Wout van Aert      | Team Jumbo-Visma         | + 1u20'31" |

### Puntenklassement
| Puntenklassement |                      |                          |        |
| Plaats           | Naam                 | Ploeg                    | Punten |
| Groene trui      | Sam Bennett          | Deceuninck–Quick-Step    | 380    |
| 2                | Peter Sagan          | BORA-hansgrohe           | 284    |
| 3                | Matteo Trentin       | CCC Team                 | 260    |
| 4                | Bryan Coquard        | B&B Hotels-Vital Concept | 181    |
| 5                | Wout van Aert        | Team Jumbo-Visma         | 174    |
| 6                | Caleb Ewan           | Lotto Soudal             | 170    |
| 7                | Julian Alaphilippe   | Deceuninck–Quick-Step    | 150    |
| 8                | Tadej Pogačar        | UAE Team Emirates        | 143    |
| 9                | Søren Kragh Andersen | Team Sunweb              | 138    |
| 10               | Michael Mørkøv       | Deceuninck–Quick-Step    | 138    |
|                  |                      |                          |        |
| 22               | Cees Bol             | Team Sunweb              | 72     |

### Bergklassement
| Bergklassement |                    |                          |        |
| Plaats         | Naam               | Ploeg                    | Punten |
| Bolletjestrui  | Tadej Pogačar      | UAE Team Emirates        | 82     |
| 2              | Richard Carapaz    | Team INEOS Grenadiers    | 74     |
| 3              | Primož Roglič      | Team Jumbo-Visma         | 67     |
| 4              | Marc Hirschi       | Team Sunweb              | 62     |
| 5              | Miguel Ángel López | Astana Pro Team          | 51     |
| 6              | Benoît Cosnefroy   | AG2R La Mondiale         | 36     |
| 7              | Pierre Rolland     | B&B Hotels-Vital Concept | 36     |
| 8              | Richie Porte       | Trek-Segafredo           | 36     |
| 9              | Nans Peters        | AG2R La Mondiale         | 32     |
| 10             | Lennard Kämna      | BORA-hansgrohe           | 27     |
|                |                    |                          |        |
| 30             | Thomas De Gendt    | Lotto Soudal             | 10     |
| 41             | Robert Gesink      | Team Jumbo-Visma         | 5      |

| Jongerenklassement |                   |                       |            |
| Plaats             | Naam              | Ploeg                 | Tijd       |
| Witte trui         | Tadej Pogačar     | UAE Team Emirates     | 87u20'05"  |
| 2                  | Enric Mas         | Movistar Team         | + 6'07"    |
| 3                  | Valentin Madouas  | Groupama-FDJ          | + 1u42'43" |
| 4                  | Daniel Martínez   | EF Education First    | + 1u55'12" |
| 5                  | Lennard Kämna     | BORA-hansgrohe        | + 2u15'39" |
| 6                  | Harold Tejada     | Astana Pro Team       | + 2u37'02" |
| 7                  | Niklas Eg         | Trek-Segafredo        | + 2u50'04" |
| 8                  | Marc Hirschi      | Team Sunweb           | + 2u54'34" |
| 9                  | Neilson Powless   | EF Education First    | + 3u03'09" |
| 10                 | Pavel Sivakov     | Team INEOS Grenadiers | + 4u15'38" |
|                    |                   |                       |            |
| 13                 | Joris Nieuwenhuis | Team Sunweb           | + 4u38'50" |

### Ploegenklassement
| Ploegenklassement |                                |            |
| Plaats            | Ploeg                          | Tijd       |
|                   | Movistar Team                  | 262u14'58" |
| 2                 | Team Jumbo-Visma               | + 18'31"   |
| 3                 | Bahrain McLaren                | + 57'10"   |
| 4                 | EF Education First Pro Cycling | + 1u16'43" |
| 5                 | Team INEOS Grenadiers          | + 1u32'01" |
| 6                 | Trek-Segafredo                 | + 1u39'39" |
| 7                 | Astana Pro Team                | + 1u47'15" |
| 8                 | AG2R La Mondiale               | + 2u58'47" |
| 9                 | UAE Team Emirates              | + 3u06'46" |
| 10                | Mitchelton-Scott               | + 3u25'10" |

### Meest strijdlustige renner
| Renner             | Ploeg                    | Eindresultaat |
| ------------------ | ------------------------ | ------------- |
| Marc Hirschi       | Team Sunweb              | Winnaar       |
| Julian Alaphilippe | Deceuninck–Quick-Step    | Genomineerd   |
| Richard Carapaz    | Team INEOS Grenadiers    | Genomineerd   |
| Lennard Kämna      | BORA-hansgrohe           | Genomineerd   |
| Neilson Powless    | EF Education First       | Genomineerd   |
| Pierre Rolland     | B&B Hotels-Vital Concept | Genomineerd   |

1e etappe ·
2e etappe ·
3e etappe ·
4e etappe ·
5e etappe ·
6e etappe ·
7e etappe ·
8e etappe ·
9e etappe ·
10e etappe ·
11e etappe ·
12e etappe ·
13e etappe ·
14e etappe ·
15e etappe ·
16e etappe ·
17e etappe ·
18e etappe ·
19e etappe ·
20e etappe ·
21e etappe
Startlijst · Eindstanden · Afbeeldingen